# 486 TCN
486 TCN là một năm trong lịch La Mã.